# Silvinichthys
Silvinichthys (Сільвініхтис) — рід риб з підродини Trichomycterinae родини Trichomycteridae ряду сомоподібні. Має 5 видів.

## Опис
Загальна довжина представників цього роду коливається від 2,8 до 7,3 см. Голова сплощена зверху. Очі маленькі. Є 2 пари коротких вусів. Тулуб стрункий. Шкіра вкрита дрібними сенсорними порами. Бічна лінія переривчаста. Ребра відсутні. Спинний плавець помірно довгий. Жировий плавець відсутній. Грудні плавці мають 6-8 м'яких променів. Черевні плавці відсутні. Анальний плавець трохи менше за спинний. хвостовий плавець трохи витягнутий.
Забарвлення бліде, прозоре.

## Спосіб життя
Біологія вивчена недостатньо. Це демерсальні риби. Зустрічаються у гірських річках на висоті 1500—1700 м над рівнем моря, а також у штучних свердловинах нижче рівня ґрунтових вод. Тримаються біля піщано-ваняного дна. Живляться рослинними залишками, личинками комах.

## Розповсюдження
Мешкають у басейні річки Мендоза (Аргентина).

## Види
- Silvinichthys bortayro
- Silvinichthys gualcamayo
- Silvinichthys huachi
- Silvinichthys leoncitensis
- Silvinichthys mendozensis